# Teodor Lucuță
Teodor Lucuță (2 de mayo de 1955 - 11 de febrero de 2013) fue un futbolista profesional rumano que jugaba en la demarcación de centrocampista.

## Biografía
Teodor debutó con el filial del FC Dinamo de Bucarest el FC Dinamo II București en 1972 cuando contaba con 17 años. Con él ganó el título del campeonato junior nacional en la temporada de su debut capitaneando al equipo.
Dos años después, en 1974, Teodor subió al primer equipo, jugando un total de 128 partidos y marcando 1 gol en la Divizia A durante seis temporadas. Ganó el título de liga en tres ocasiones, en la temporada 1972/73, 1974/75 y 1976/77. También llegó a jugar un total 12 partidos en la Liga de Campeones de la UEFA.
También debutó con la Selección de fútbol de Rumania, el 16 de noviembre de 1975, haciendo un total de 3 apariciones, contra España, partido que acabó 2-2.

## Muerte
Teodor falleció el 11 de febrero de 2013 a la edad de 57 años tras sufrir un ictus e insuficiencia cardíaca.

## Clubes
| Club                   | País    | Año         |
| ---------------------- | ------- | ----------- |
| FC Dinamo II București | Rumania | 1972 - 1974 |
| FC Dinamo de Bucarest  | Rumania | 1974 - 1980 |